# Bună, mamă!
Bună, mamă! (titlu original: Hi, mom!) este un film american din 1970 de comedie neagră regizat de Brian De Palma. Rolurile principale au fost interpretate de actorii Robert De Niro (în unul dintre primele sale filme), Charles Durning și Allen Garfield. Robert De Niro reinterpretează rolul lui Jon Rubin din Felicitări (1968). 

## Prezentare
În acest film, Rubin este un începător „realizator de filme pentru adulți” care are ideea de a posta camere la fereastra lui și de a-și filma vecinii.

## Distribuție
- Robert De Niro - Jon Rubin
- Charles Durning - Superintendent
- Allen Garfield - Joe Banner
- Lara Parker - Jeannie Mitchell
- Bruce D. Price - Jimmy Mitchell
- Ricky Parker - Ricky Mitchell
- Andy Parker - Andy Mitchell
- Jennifer Salt - Judy Bishop
- Paul Bartel - Uncle Tom Wood
- Gerrit Graham - Gerrit Wood
- Floyd L. Peterson - John Winnicove
- Paul Hirsch - Avery Gunnz
- Joseph King - Dr Joe King